# Grand Hornu

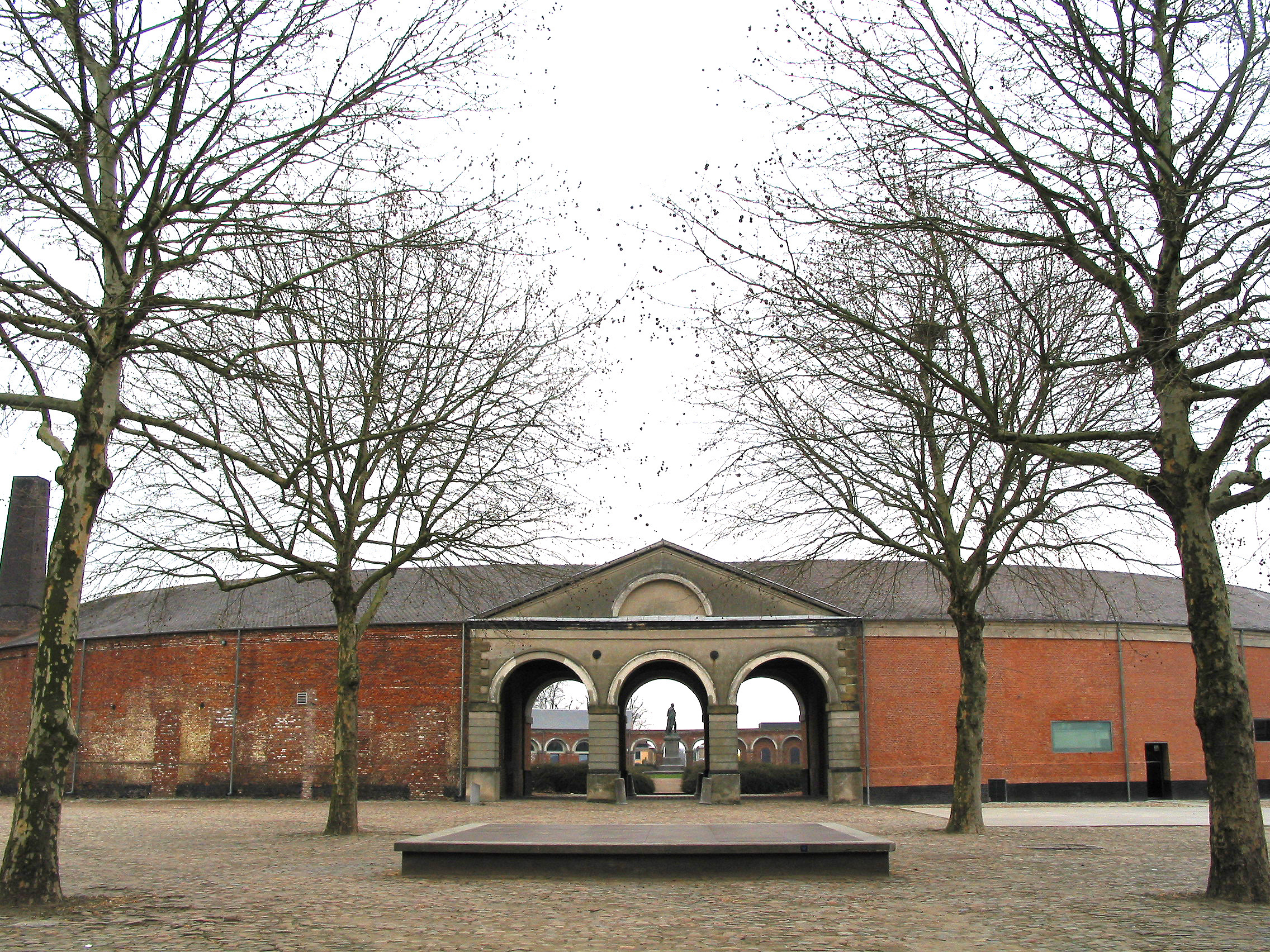
Cổng dẫn vào sân bầu dục

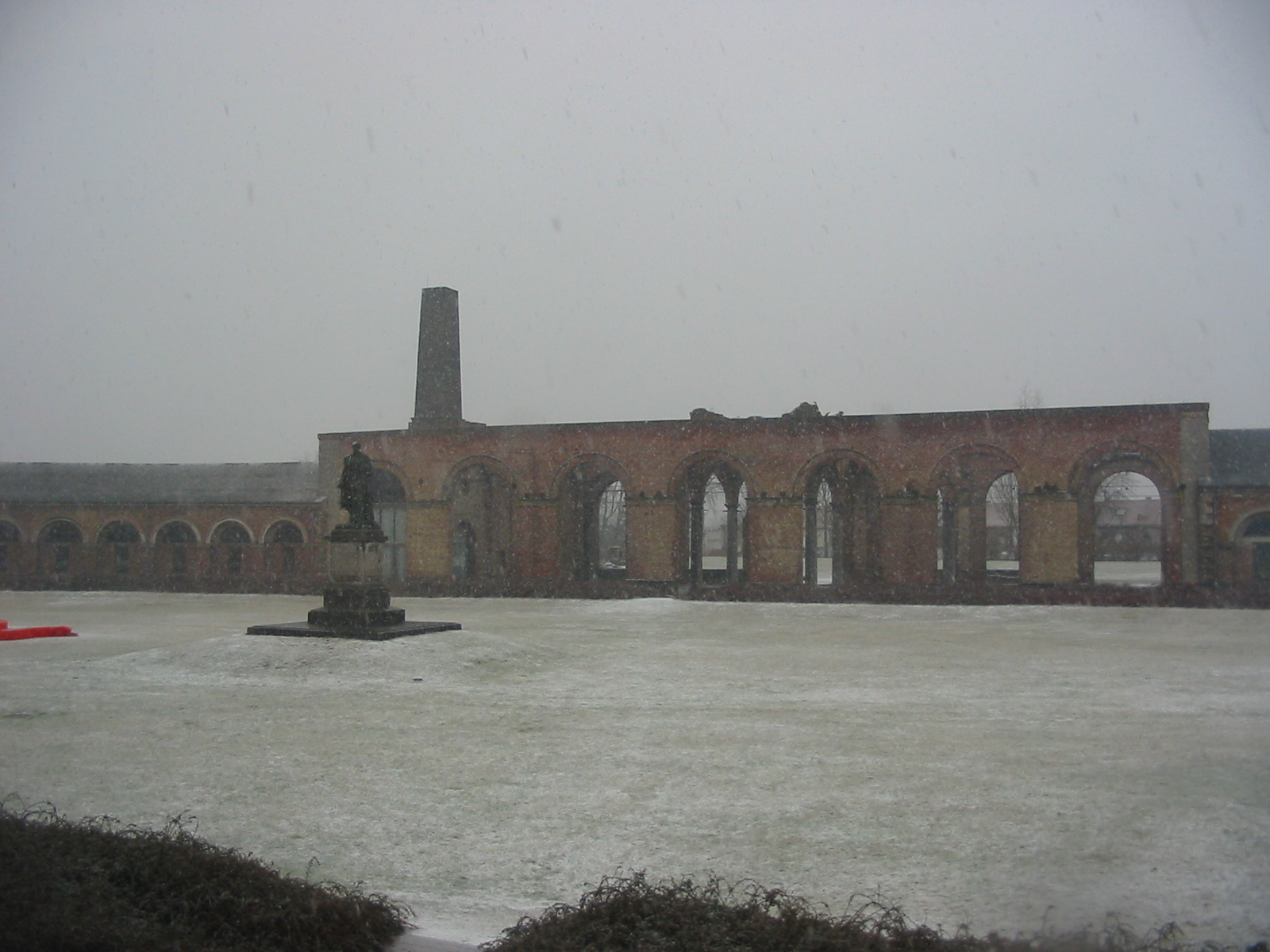
Quảng trường trung tâm với bức tượng của Henri de Gorge

Grand Hornu là một khu mỏ khai thác than cũ ở thị trấn Hornu, ở Borinage, cách khoảng 10 km về phía tây thủ phủ Mons của tỉnh Hainaut. Địa điểm này cũng là một phần của Khu mỏ chính ở Wallonia được UNESCO công nhận là Di sản thế giới. Khu mỏ mang phong cách tân cổ điển, hiện nay là một trong những kiến trúc đẹp nhất của thời đại công nghiệp và bao gồm một trong số những khu dân cư lâu đời nhất thế giới.

## Lịch sử
Sébastien Charles Godonnesche, một nông dân ở ngoại ô Valenciennes cùng với một số người khác đã giành được quyền khai thác khu mỏ vào năm 1778. Nhưng khó khăn về tài chính cũng như trong hoạt động, và cái chết của Godonnesche năm 1810 khiến vợ của ông là góa phụ Marie Antoinette Félicité Lemercier đã bán nhượng lại cho Henri De Gorge, một thương gia giàu có ở Lille.
Henri đã kích thích hoạt động sản xuất của mỏ với việc mở thêm giếng mỏ mới. Nhờ vào hoạt động điều hành cũng như vị trí thuận lợi của mỏ mà công việc của mỏ vô cùng thành công. Năm 1816, Henri bắt đầu phát triển một dự án kiến trúc lớn, bao gồm mô hình làm việc của một thành phố mỏ để có thể thu hút một lượng lớn lao động vào thời kỳ đó. Ông ủy thác dự án có tầm nhìn xa cho kiến trúc sư François Obin, và sau cái chết của Obin thì Bruno Renard là người đã tiếp tục dự án. Là một người xuất thân trong gia đình giàu có, đồng thời là học trò của Charles Percier và Pierre-François-Léonard Fontaine, ông đã tham khảo ý kiến của kiến trúc sư Claude-Nicolas Ledoux, người đã thiết kế Xưởng muối hoàng gia Arc-et-Senans.
Công việc kết thúc và bắt đầu đi vào vận hành vào năm 1831. Nhưng đúng lúc đó, Henri lại phải đối mặt với cuộc nổi dậy của công nhân vào năm 1830, trong đó, cơ sở khai thác của ông đã bị cướp phá. Henri sau đó đã chết vì bệnh tả năm 1832.
Mỏ than sau đó sản xuất được 120.000 tấn than mỗi năm, với khoảng 1500 công nhân. Eugenie Legrand, vợ của Henri chính là người đã quản lý mỏ than, trước khi để lại cho cháu trai của mình. Hoạt động khai thác sau đó tiếp diễn đến năm 1954, sau các biện pháp của ECSC. Sau khi thanh lý, chuyển nhượng toàn bộ nhà cửa, thành phố mỏ vẫn bị bỏ hoang nhiều năm. Trong năm 1969, nó là đối tượng của một sắc lệnh hoàng gia lên án việc phá dỡ. Năm 1971, kiến trúc sư Henri Guchez Hornu mua lại và cải tạo, phục hồi di sản công nghiệp này.
Từ năm 2002, nó được sử dụng như là một bảo tàng nghệ thuật đương đại của Liên đoàn Wallonia-Brussels (cộng đồng nói tiếng Pháp tại Bỉ). Nhân dịp 200 tuổi của mỏ than, vào năm 2010 khu mỏ cùng với ba mỏ than khác được đề cử Di sản thế giới của UNESCO với tên gọi Khu mỏ chính ở Wallonia. Hồ sơ đã được xem xét và hoãn lại để kiểm chứng các thông tin trước khi chính thức trở thành một di sản thế giới vào năm 2012.

## Mô tả

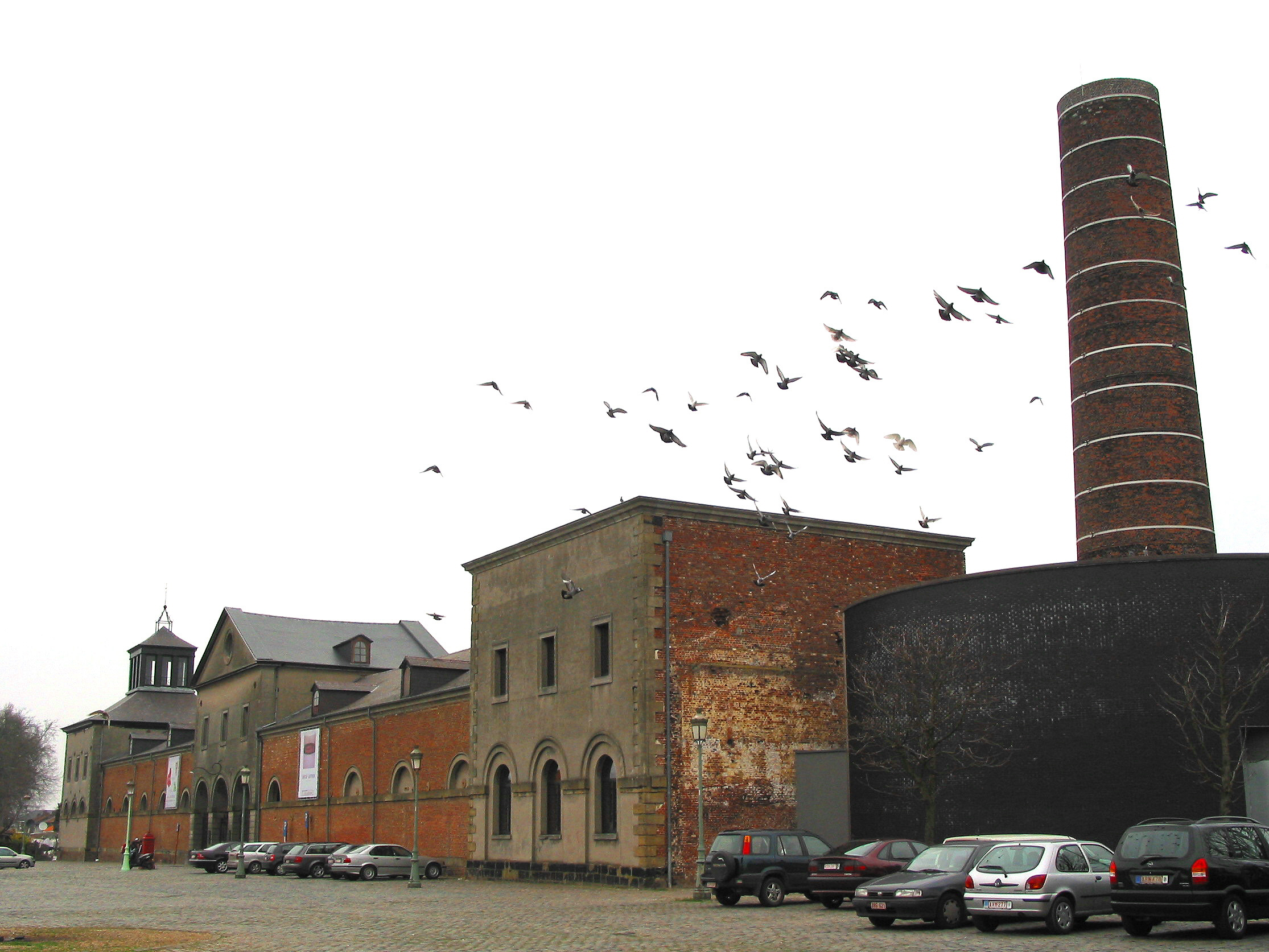
Dãy nhà phía tây cũ của khu phức hợp

Công trình được xây dựng theo phong cách tân cổ điển, gắn với lịch sử tồn tại hơn 2 thế kỷ của khu mỏ. Có một trung tâm công nghiệp thương mại ở giữa là kiến trúc chính, được bố cục xung quanh một sân lớn hình bầu dục. Tại đây bao gồm các cửa hàng, lò nấu kim loại, một lò luyện than cốc, các phòng để đèn, chuồng ngựa, một tòa nhà văn phòng (gọi là "Nhà của các kỹ sư"). Năm 1854, bức tượng Henri De Gorge được dựng lên ở sân trung tâm. Đến năm 1927, một lăng mộ với một hầm mộ của ông và các thành viên của gia đình. Toàn bộ được khắc tên trên một thanh thập tự giá.
Thành phố mỏ được xây dựng chủ yếu từ năm 1822 với 425 ngôi nhà được bố trí dọc theo các đường phố rộng và thẳng, gần như hoàn toàn bao quanh tòa nhà trung tâm. Mỗi ngôi nhà đều bao gồm một lò nướng bánh mì, giếng nước và vườn. Các cơ sở cộng đồng cũng có sẵn ngay tại thành phố bao gồm một trường học, bệnh viện, phòng tiệc, không gian xanh.
Ngoài ra là lâu đài Gorge được hoàn thành vào năm 1832, sau cái chết của Henri de Gorge và là nơi không bao giờ có người ở. Grand Hornu bao gồm 12 giếng mỏ được đánh số với độ sâu tối đa đạt 998 mét.